# Andrew Jom Su-džong
Andrew kardinál Jom Su-džong, korejsky 염수정 – Jŏm Sudžŏng (* 5. prosince 1943 Ansong), je jihokorejský římskokatolický duchovní, arcibiskup soulský a od roku 2014 také kardinál. Zároveň je apoštolským administrátorem pchjongjangské diecéze.

## Život
Jeho dva bratři Jom Su-wan a Jom Su-eui se také stali kněžími. V roce 1958 vstoupil do semináře v Soulu. Studoval na Katolické Korejské Univerzitě a studium na této univerzitě ukončil roku 1970 a později získal magisterský titul z poradenské psychologie. Dále studoval ve Východoasijském pastoračním institutu na Filipínách. Na kněze byl vysvěcen dne 8. prosince 1973 arcibiskupem Stephenem Kimem Sou-hwanem. Působil jako profesor a předseda Střední školy Songšin, menšího semináře v Soulu, prokurátor Velkého semináře v Soulu (1987–1992), kancléř arcidiecéze Soul (1992–1998), farář v Mok-dongu.
Dne 1. prosince 2001 ho papež Jan Pavel II. jmenoval pomocným biskupem Soulu a titulárním biskupem thibiucaským. Biskupské svěcení přijal 25. ledna 2002 z rukou Nicholas Čong Džin-soka a spolusvětiteli byli Andreas Čoj Čang-mu a John of the Cross Čang-jik. Tento úřad vykonával do 10. května 2012, kdy byl jmenován arcibiskupem Soulu a dne 29. června téhož roku si převzal od papeže Benedikta XVI. pallium. Dne 22. února 2014 jej papež František jmenoval kardinálem.